# Lipsenj
Lipsenj – wieś w Słowenii, w gminie Cerknica. W 2018 roku liczyła 125 mieszkańców.